# Silvio Garattini
Silvio Garattini (nascut a Bergàm el 12 de novembre de 1928) és un científic italià, investigador en farmacologia, metge i professor de quimioteràpia i farmacologia i director de l'Institut Mario Negri d'Investigació Farmacològica

## Biografia
Especialista en tècnica química i metge, va començar la seva carrera com a assistent a l'Institut de Farmacologia de la Universitat de Milà on va romandre fins al 1962 com a professor titular de farmacologia i quimioteràpia.
El 1963 va fundar l'Institut Mario Negri d'Investigació Farmacològica, del qual es va convertir en el primer director. Al llarg dels anys, l'institut es va desenvolupar per aconseguir personal de prop de 850 investigadors en quatre localitats diferents a Milà, Bèrgam, Ranica i Santa Maria Imbaro.
De 1965 a 1968 va presidir l'Organització Europea per a la Investigació i el Tractament del Càncer (EORTC); és membre del "Grup 2003", un grup d'investigadors italians amb un gran reconeixement en l'entorn farmacèutic mundial.
Garattini és l'autor de centenars de publicacions en revistes internacionals i autor de diversos tractats sobre farmacologia.
Durant la seva carrera va ser membre de diverses organitzacions nacionals i internacionals, entre les quals es troben el Comitè de Biologia i Medicina del Consell Nacional d'Investigació (CNR), el Consell Nacional de Salut italià i el Consell de Ministres de la Comissió de la Presidència per a la política de recerca a Itàlia, així com membre de la Comissió Única del medicament (CUF) del Ministeri de Salut Italià.
Altres càrrecs que va ocupar inclouen:
- Assessor d'Organització Mundial de la Salut (OMS)
- Membre del Consiglio di Amministrazione dell'Istituto Superiore di Sanità
- Membre del Committee for Proprietary Medicinal Products (CPMP) de l'European Agency for the Evaluation of Medicinal Products (Agència Europea de Medicaments)
- Membre del Comitato Esecutivo per la Politica della Ricerca (CEPR) del Ministero dell'Università e della Ricerca Scientifica e Tecnologica
- Membre de Comitato Scientifico della Lega Italiana per la Lotta Contro i Tumori
- Vicepresident del Consiglio superiore di sanità
- President del Comitato di Chemioterapia Antitumorale dell'Unione Internazionale contro il Cancro
- President de l'European Organisation for Research and Treatment of Cancer (EORTC)
- President de la European Society of Biochemical Pharmacology (ESBP)
- President del Steering Advisory Group Current Controlled Trials
- President de la Commissione Ricerca e Sviluppo dell'Agenzia italiana del farmaco (AIFA).
- Director d'European Research Centre for Drug Discovery and Development (NatSynDrugs).[9]

És membre del Acadèmia de les Ciències de Nova York, de l'Associació americana per l'avanç de la ciència i membre emèrit del Royal College of Physicians.
Durant la seva llarga carrera va rebre nombrosos honors nacionals i internacionals, incloent: la Legió d'Honor de la República Francesa per mèrits científics, el Grande Ufficiale de la República Italiana i diversos títols honorífics de diverses universitats europees

## Controvèrsies
El 1996 va ser criticat pels simpatitzants del Mètode de Di Bella, perquè va negar, com a membre de la CUF (Comissió Única del Fàrmac), el pas de la somatostatina del fàrmac de banda H al fàrmac de la banda A (que estableix que el subministrament del medicament serà pagat pel Servei Nacional de Salut). donada l'absència d'evidència científica sobre la seva efectivitat "No va ser útil, no hi va haver proves científiques de la seva efectivitat sobre els éssers humans". També és criticat pels moviments animalistes per la seva posició favorable davant les proves en animals i per haver respost a les seves acusacions de violència gratuïta sobre animals "les proves en animals són insubstituïbles i necessàries. Els que s'hi oposen hauran d'assumir les seves responsabilitats per les cures i fàrmacs que no s'hagin descobert. La recerca no es pot aturar ".

## Honors i reconeixement

### Itàlia
- Commendatore dell'Ordre al Mèrit de la Republica italiana - Premiat el 27 de desembre de 1990.
 - Grande ufficiale dell'Ordre al Mèrit de la Republica italiana - Atorgat el 27 de desembre de 2005.
 - Medalla d'or al Merito della Sanità Pubblica— atorgada l'1 de febrer de 2010.

### Europa
- Cavaller de Legió d'Honor el 1984.
Honoris Causa per la Universitat Autònoma de Barcelona el 1982.
Honoris Causa per la University of Białystok el 1984